# Други сазив Народне скупштине Републике Српске
Други сазив Народне скупштине Републике Српске конституисан је 19. октобра 1996, и радио је до 27. децембра 1997. године. Овај сазив Народне Скупштине конституисан је на основу резултата избора који су одржани 4. септембра 1996.

## Политичке партије
Следеће политичке партије освојиле су мандате у овом сазиву Народне скупштине Републике Српске:
| Политичка партија                 | Мандата |
| --------------------------------- | ------- |
| Српска демократска странка        | 45      |
| Странка демократске акције        | 14      |
| Народни савез за слободан мир     | 10      |
| Српска радикална странка РС       | 6       |
| Демократски патриотски блок       | 2       |
| Странка за Босну и Херцеговину    | 2       |
| СДП-УБСД-МБО-ХСС                  | 2       |
| Српска странка Крајине и Посавине | 1       |
| Српска патриотска странка         | 1       |

## Народни посланици
За народне посланике изабрани су:

#### Српска демократска странка
| Презиме и име           |
| ----------------------- |
| 1. Арсеновић Ђојо       |
| 2. Батинић Томислав     |
| 3. Берета Александар    |
| 4. Буха Алекса          |
| 5. Васић Немања         |
| 6. Вјештица Мирослав    |
| 7. Вркеш Владо          |
| 8. Вуковић Душан        |
| 9. Вујовић Милорад      |
| 10. Вучуровић Божидар   |
| 11. Ђурић Боривоје      |
| 12. Ерцег Никола        |
| 13. Јелић Милан         |
| 14. Калинић Драган      |
| 15. Кнежевић Саво       |
| 16. Козић Душан         |
| 17. Којић Симо          |
| 18. Крњајић Милан       |
| 19. Кузмановић Милорад  |
| 20. Кузмић Милорад      |
| 21. Лазић Митар         |
| 22. Лајшић Душан        |
| 23. Лаловић Грујо       |
| 24. Максимовић Војислав |
| 25. Марић Милан         |
| 26. Милић Боривоје      |
| 27. Медић Стеван        |
| 28. Нешковић Љиљана     |
| 29. Павић Марко         |
| 30. Паравац Борислав    |
| 31. Перић Миладин       |
| 32. Пејовић Душко       |
| 33. Пивашевић Станко    |
| 34. Поповић Душан       |
| 35. Поповић Горан       |
| 36. Радић Стево         |
| 37. Савовић Бранимир    |
| 38. Симић Љубисав       |
| 39. Сендић Боривој      |
| 40. Тупајић Милан       |
| 41. Шаровић Мирко       |
| 42. Шиник Лазо          |
| 43. Тохољ Мирослав      |
| 44. Тошић Момир         |
| 45. Ћетојевић Владо     |

#### Странка демократске акције
| Презиме и име           |
| ----------------------- |
| 1. Ахмић Мехмедалија    |
| 2. Балић Хасан          |
| 3. Бећировић Хасан      |
| 4. Бичо Сафет           |
| 5. Делић Џевдо          |
| 6. Дудаковић Месуд      |
| 7. Дугалија Муралем     |
| 8. Мухамедагић Фикрет   |
| 9. Ризван Елведин       |
| 10. Салихбеговић Смаил  |
| 11. Селимовић Мидхат    |
| 12. Хамидовић Бесим     |
| 13. Хаџирашидагић Фарук |
| 14. Шепо Исмет          |

#### Народни савез за слободан мир
| Презиме и име          |
| ---------------------- |
| 1. Илић Драгутин       |
| 2. Тривановић Драгољуб |
| 3. Латиновић Ђорђе     |
| 4. Мирјанић Жељко      |
| 5. Баштинац Ненад      |
| 6. Вучковић Обрад      |
| 7. Станковић Милован   |
| 8. Продановић Лазар    |
| 9. Мирковић Миле       |
| 10. Малић Момир        |

#### Српска радикална странка РС
| Презиме и име           |
| ----------------------- |
| 1. Поплашен Никола      |
| 2. Дамјановић Пантелија |
| 3. Јовановић Драган     |
| 4. Благојевић Мирко     |
| 5. Радовановић Мирослав |
| 6. Перковић Мико        |

#### Демократски патриотски блок
| Презиме и име    |
| ---------------- |
| 1. Савић Љубиша  |
| 2. Чегар Недељко |

#### Савез за БиХ
| Презиме и име        |
| -------------------- |
| 1. Шашиваревић Џевад |
| 2. Дедић Темин       |

#### СДП-УБСД-МБО-ХСС
| Презиме и име          |
| ---------------------- |
| 1. Ибрахимпашић Смаил  |
| 2. Томљановић Томислав |

#### Српска странка крајине
| Презиме и име     |
| ----------------- |
| Лазаревић Предраг |

#### Српска патриотска странка
| Презиме и име   |
| --------------- |
| Жупљанин Славко |

## Измјене у саставу
Посланици који су касније ушли у Други сазив Народне скупштине, након смрти или оставке неког од посланика из овог сазива:
| Презиме и име    | Политичка партија                         |
| ---------------- | ----------------------------------------- |
| Арежина Младен   | Српска демократска странка                |
| Кршић Младен     | Српска демократска странка                |
| Спаић Марко      | Српска радикална странка Републике Српске |
| Шаиновић Мирјана | Српска радикална странка Републике Српске |
| Гутић Слободан   | Демократски патриотски блок               |